# Пёусти, Эрик
Эрик Пёусти (фин. Erik Pöysti; 17 сентября 1849, Санкт-Андре — 8 марта 1919, Ийсалми, Куопио) — финский фермер, депутат Эдускунты (1908—1909).

## Биография
Родился 17 сентября 1849 года в Санкт-Андре, в Великом княжестве Финляндском, в семье Юхана Пёусти и Хелены Пелтонен.
С 1868 по 1872 году учился в Йювяскюльской учительской семинарии и после её окончания работал учителем в Йескисе (1872—1880), также занимаясь фермерством (1878—1898).
С 1 августа 1908 по 31 мая 1909 года был депутатом Эдускунты от консервативной Финской партии.